# Jeanne Daman
Jeanne Daman, coniugata Scaglione (Belgio, 14 novembre 1918 – Carolina del Nord, giugno 1986), è stata una partigiana e insegnante belga naturalizzata statunitense, riconosciuta come giusta tra le nazioni da Yad Vashem per aver salvato la vita a 2000 bambini ebrei durante l'Olocausto.

## Biografia
Jeanne Daman era un'insegnante belga di circa venti anni al momento dello scoppio della seconda guerra mondiale. Un giorno fu contattata da Fela Perelman, una donna che organizzava operazioni di salvataggio di bambini ebrei, chiedendole se fosse disposta ad insegnare in un asilo ebraico privato a Bruxelles, poiché ai bambini ebrei veniva gradualmente negato il diritto di frequentare le scuole pubbliche. La ragazza, nella speranza di prevenire la brutale discriminazione contro la comunità ebraica che stava iniziando ad avere luogo anche in Belgio, accettò l'offerta e iniziò a lavorare come maestra alla scuola Nos Petits. Iniziò inoltre a partecipare in maniera sempre più attiva al salvataggio dei bambini ebrei.
Quando cominciò ad insegnare alla scuola Nos Petits, assistette sin da subito agli arresti di massa degli ebrei. Ogni giorno aumentava il numero dei bambini assenti, portati vai dai tedeschi assieme alle loro famiglie o messi negli orfanotrofi. I genitori spesso cercavano aiuto da lei e dalla scuola, ma nessuno poteva fare nulla contro le forze naziste. Ad un certo punto la scuola ebraica dovette chiudere per impedire ulteriori identificazioni di bambini ebrei da parte dei nazisti. Tuttavia, gli sforzi di Daman per salvare i bambini non finirono lì.
Jeanne Daman iniziò ad assistere i bambini ebrei trovando loro luoghi sicuri in cui nascondersi, come le case di alcune famiglie belghe disposte a correre il rischio di ospitarli, e non perdendo mai i contatti con nessuno di loro. La ragazza, in totale, contribuì a salvare dai nazisti circa duemila bambini ebrei, scortandoli al sicuro nei rifugi clandestini a loro assegnati. Dopo la guerra aiutò a riconsegnare i bambini alle loro famiglie e a prendersi cura di quelli sopravvissuti ai campi di concentramento. Daman fece anche assumere le donne ebree come cameriere nelle famiglie belghe, fornendo loro documenti d'identità falsi e tessere annonarie, e tenendole informate su dove si nascondevano i loro figli. Aiutò inoltre i partigiani a localizzare i collaborazionisti in modo che potessero essere uccisi. Successivamente assunse una nuova identità e lavorò come assistente sociale per la Winter Help, un'organizzazione di assistenza sociale tedesca. Verso la fine del conflitto cominciò a diventare sempre più attiva nella resistenza belga trasportando munizioni per conto del Mouvement Royal Belge e lavorando come agente di intelligence per il Belgian Partisans Army.
Nel 1946 emigrò negli Stati Uniti, dove raccolse fondi per finanziare l'istituzione dello Stato di Israele. Si sposò con l'italiano Aldo Scaglione e insieme si stabilirono a vivere nella Carolina del Nord; nel 1954 ottenne la cittadinanza statunitense.
Nel 1971 Yad Vashem la riconobbe come giusta tra le nazioni, mentre nel 1972 le fu conferita la medaglia del giusto tra le nazioni per conto di Yad Vashem. Nel 1980 fu insignita della medaglia Entr'aide dal Belgian Jewish Committee 1940-45, con il patrocinio del re del Belgio. Jeanne Scaglione morì nel giugno 1986, all'età di 67 anni.